# Catch the Fair One
Catch the Fair One (en España: Hasta el final) es una película del género thriller estadounidense de 2021 escrita, dirigida y producida por Josef Kubota Wladyka, basada en una historia del propio Wladyka y de Kali Reis. Está protagonizada por la propia Kali Reis, Daniel Henshall, Tiffany Chu, Michael Drayer, Lisa Emery, Kimberly Guerrero y Kevin Dunn. 

## Sinopsis
La trama sigue a una exboxeadora llamada Kaylee (Kali Reis) que se une voluntariamente a una red de tráfico sexual para encontrar a su hermana pequeña desaparecida. 

## Producción
La película se exhibió en el Festival de Cine de Tribeca el 12 de junio de 2021 y se estrenó en los cines de Estados Unidos el 11 de febrero de 2022.[3] La película recibió elogios de la crítica, con comentarios positivos dirigidos a la trama y las interpretaciones. En la 37ª edición de los premios Independent Spirit, Reis recibió una nominación a la mejor actriz.

## Reparto
- Kali Reis - Kaylee
- Daniel Henshall - Bobby
- Tiffany Chu - Linda
- Michael Drayer - Danny
- Lisa Emery - Debra
- Kimberly Guerrero - Jaya
- Kevin Dunn - Willie
- Isabelle Chester - Lisa
- Sam Seward - Jeremiah
- Mainaku Borrero - Weeta
- Wesley Leung - Bobby Jr.